# Ursula und Curt Müller
Ursula Müller (* 8. Dezember 1933) und ihr Ehemann Curt Müller (* 19. Juni 1930; † 22. November 2018) sind bzw. waren deutsche Aktivisten in der Neonazi-Szene. Sie leben in Mainz-Gonsenheim.

## Aktivitäten in der Neonazi-Szene
Beide Ehepartner begannen ihre Aktivitäten in der Neonazi-Szene in den 1960er Jahren und gründeten in den späten 1960er Jahren die „NS-Kampfgruppe Mainz“ mit. Curt Müller war nach 1964 an der Aktion Widerstand beteiligt und kandidierte bei der Bundestagswahl 1972 für die NPD. In den 1970er Jahren waren beide Führungskader der NSDAP-Aufbauorganisation, ihr Familienanwesen wurde zum Stützpunkt der NSDAP Rheinland-Pfalz erklärt. Wenig später arbeiteten sie eng mit Michael Kühnen zusammen und wurden in den 1980ern im Komitee zur Vorbereitung der Feierlichkeiten zum 100. Geburtstag Adolf Hitlers (KAH) und der Gesinnungsgemeinschaft der Neuen Front (GdNF) aktiv. Ebenfalls in den 1980er Jahren war Ursula Müller die Vorsitzende der „Deutschen Frauenfront“ (DFF). Bereits zu dieser Zeit gehörten beide zu den führenden Aktivisten der „Hilfsorganisation für nationale politische Gefangene und deren Angehörige e.V.“ (HNG), einer der größten und einflussreichsten Organisationen des Neonazismus in Deutschland. 1991 übernahm Ursula Müller den Vorsitz bei der HNG. Seither tritt sie auch als Rednerin bei Veranstaltungen der rechtsextremen Szene auf, so zum Beispiel an einer Veranstaltung der NPD am 27. Mai 2000 unter dem Motto „2. Tag des nationalen Widerstandes“ in der Nibelungenhalle in Passau, an der ca. 4.000 Personen teilnahmen.
In dieser Zeit pflegten beide Ehepartner engen Kontakt zu „Wehrsportgruppen“ in der gesamten Bundesrepublik sowie zu vielen neonazistischen Parteien und Organisationen wie „Nationale Volksfront“ (NVF), Freiheitliche Deutsche Arbeiterpartei (FAP), „Deutsche Alternative“ (DA) und „Aktionsfront Nationaler Sozialisten/Nationale Aktivisten“ (ANS/NA). Darüber hinaus unterhielten sie internationale Kontakte, so zum Beispiel zum Ku-Klux-Klan, zum National Socialist Movement und zur World Union of National Socialists (WUNS). 1976 wurde Gary Lauck bei einem Besuch der Müllers verhaftet, wobei 20.000 NSDAP-Aufkleber sichergestellt werden konnten.

## Das Anwesen der Müllers in Mainz-Gonsenheim
Das Wohnhaus des Ehepaars Müller und die angrenzende, von ihnen betriebene Gärtnerei in Mainz-Gonsenheim war bis Mitte der 1990er Jahre ein bekannter Treffpunkt der Neonaziszene von überregionaler Bedeutung. Häufig fanden hier Feierlichkeiten zur Sonnenwende oder zum „Führergeburtstag“ statt, bei denen bis zu 350 Neonazis aus dem gesamten Bundesgebiet und dem benachbarten Ausland anwesend waren. Seit dem Verbot der „Sommersonnwendfeier“ vom 17. Juni 1993 haben keine derartigen Neonazi-Treffen mehr stattgefunden. Trotzdem dient das Anwesen weiterhin als Stützpunkt der westdeutschen Neonaziszene, so zum Beispiel für die das in den Bundesländern Nordrhein-Westfalen und Rheinland-Pfalz aktive Koordinierungs- und Organisationsbüro „Widerstand West“. Das Wohnhaus diente darüber hinaus auch als Aufbewahrungsort für Propagandamaterial und als Waffenlager. So wurde bei einer Hausdurchsuchung im Jahr 1982 so umfangreiches Material sichergestellt, dass es mit einem LKW abtransportiert werden musste.
Im Garten des Anwesens konnte man außerdem ein aus Blumen angelegtes Hakenkreuz erkennen.
Martina Renner, die Mitte der 1980er am nahegelegenen Gymnasium Gonsenheim studierte, bezeichnete die im Stadtteil präsenten Treffen später als Beginn ihrer antifaschistischen Politisierung.

## Verurteilungen
Sowohl Ursula als auch Curt Müller sind mehrfach vorbestraft. Curt Müller wurde in den 1970er Jahren unter anderem wegen Sachbeschädigung, Beleidigung, Meineid, vorsätzlicher Körperverletzung, Aufstachelung zum Rassenhass, Volksverhetzung und der Verwendung von Kennzeichen verfassungsfeindlicher Organisationen verurteilt und verbüßte eine sechsmonatige Haftstrafe. Später verletzte er eine Person, die antisemitische und neonazistische Propaganda von einem Aushang am Haus der Müllers entfernt hatte, mit einem Schlagring schwer am Auge und wurde später zu einer Geldstrafe von 1.000 DM verurteilt.
Ursula Müller wurde beispielsweise im Mai 1999 wegen Aufstachelung zum Rassenhass auf Bewährung verurteilt.